# Freneuse (Senna Marittima)
Freneuse è un comune francese di 942 abitanti situato nel dipartimento della Senna Marittima nella regione della Normandia.

## Società

### Evoluzione demografica
Abitanti censiti